# Ryan Lake
Ryan Lake  är en sjö i Algoma District i provinsen Ontario i den sydöstra delen av Kanada. Ryan Lake ligger cirka 215 meter över havet. Sjön har sitt utlopp i väster och vattnet rinner till Canoe Lake. Ryan Lake tillhör Blind Rivers avrinningsområde.